# Fooding (guide)
Le Fooding ou Guide du Fooding ou encore Guide Fooding est un guide de restaurants, chefs, bars, chambres d’hôte et hôtels de style « qui font le goût de l’époque ». Il paraît en édition papier, web et en application pour smartphone.
En 2013, il était le second guide de restaurants le plus vendu en France après le Guide Michelin. En 2016, il s'écoule à 50 000 exemplaires, contre 150 000 exemplaires pour le Guide Michelin. En 2019, un article du magazine Vanity Fair indique un tirage de 100 000 exemplaires papier pour Le Fooding, dont la moitié en ventes payantes et 200 000 téléchargements de l'application smartphone. 
Il se positionne comme un guide « branché » s'opposant au Michelin en se positionnant plutôt sur la bistronomie et la nouveauté mais avec une sélection à laquelle il est reproché d'être plus parisienne et urbaine que celle de ses concurrents. Le Fooding recense 800 tables environ et décerne 16 prix chaque année et organise des événements.
Il appartient désormais à 100 % au groupe Michelin,.

## Histoire
Le guide est créé en 2000 par Alexandre Cammas. Il paraît en version papier en tant que hors-série de Nova magazine puis comme supplément de Libération, puis au Nouvel Observateur en 2007, avant de paraître de façon autonome en 2009. Une version numérique est créée en 2005, puis une application en 2010.          
Vu au départ comme un mouvement de mode éphémère, le Fooding parvient à se positionner comme une « alternative décalée » au Michelin et au Gault et Millau,.          
En 2017, le Guide Michelin entre au capital du Fooding à hauteur de 40 % de participation,. En 2020, trois ans après le début de leur collaboration, Michelin acquiert le Fooding à 100 %. Cette acquisition est la finalisation d’un accord établi en 2017, après la prise de participation de 40 % par Michelin dans le capital et prévoyant à terme, un achat à 100 %.          
En mai 2020, dans le contexte du confinement qui pousse les grands guides et classements à des réactions différentes pour soutenir le secteur, le Fooding lance un site répertoriant les meilleurs restaurants faisant de la vente à emporter,, en invitant les restaurants étoilés à s'y faire répertorier, considérant que le développement de la vente à emporter pendant le confinement va amener les restaurants à évoluer.          
Après lui avoir cédé 40 % de ses parts en 2017, le guide de restaurants est racheté à 100 % par Michelin en 2020,.          
Depuis juin 2023, le Fooding est également présent en Belgique.           

## Critiques et procès
Ces dernières années, les critiques et les procès se sont multipliés contre la marque Le Fooding qui refuse l'utilisation de cette expression par d'autres marques ou médias (procès Joël Robuchon, Fleury Michon, Playmobil et OPHA). Ainsi, par exemple, au terme d'un procès qui l'opposait au chef Joël Robuchon et à la société Fleury Michon Traiteur, la cour d'appel de Paris a prononcé « la déchéance des droits » sur la marque le Fooding d'Alexandre Cammas et l'a condamné à payer à Joël Robuchon et à Fleury Michon Traiteur la somme de 5 000 euros au titre des frais, dans un arrêt du 31 octobre 2017. La première marque « Fooding » a été déposée en 2000, suivie d'autres qui protègent les événements organisés par ses inventeurs. La cour devait décider si Fleury Michon Traiteur et Joël Robuchon commettent des actes de contrefaçon de la marque Fooding et des actes de concurrence déloyale en apposant l'expression Fooding tentations sur des produits de la société Fleury Michon Traiteur, signés par le célèbre chef. Pour Fleury Michon, le terme « Fooding » est devenu un nom commun désignant une nouvelle tendance culinaire et les manifestations utilisées pour sa promotion. La cour considère que M. Cammas « a fait preuve de réactions insuffisantes, peu proportionnées à l'emploi massif et amplement répandu du terme Fooding et prononce en conséquence la déchéance de ses droits sur les marques Fooding ». Jugeant la décision étonnante, Alexandre Cammas a saisi la Cour de cassation qui, dans une décision de 2018, lui a donné raison sur la procédure, mais pas sur le fond. La Cour de cassation a renvoyé le jugement de fond devant une nouvelle cour d'appel, laquelle a confirmé le fait qu'il s'agit bien d'une marque.

## Palmarès
Contrairement au classement de The World's 50 Best Restaurants, Le Fooding ne donne pas de distinction récurrente d'une année sur l'autre. Les noms des distinctions varient d'une année sur l'autre mais aussi en fonction du nom de l'établissement honoré.

### Palmarès 2024
Le palmarès du Fooding 2024 est dévoilé le 20 novembre 2023.
- Meilleure table : Palégrié chez l’Henri (Autrans-Méaudre-en-Vercors)
- Fooding d'amour : Manat (Perpignan)
- Meilleure régalade : Le Cheval d’Or (Paris)
- Meilleure table d'hôte : Atelier Renata (Marseille)
- Meilleure one man chaud : Luke Dolphin à Plûviose (Saint-Jean-de-Luz)
- Meilleur sophistroquet : Choral (Annecy)
- Meilleure néoberge : Maison Ailhon (Ailhon)
- Meilleur antidépresseur : Ripaille (Marseille)
- Meilleur antidépresseur : Buttes (Paris)
- Meilleure lèche-doigts : Razzia (Marseille)
- Meilleur phó : Mắm From Hanoï (Paris)
- Meilleur café de village : Café Brochier (Saint-Julien-en-Vercors)
- Meilleur esprit d'équipe : Datil (Paris)
- Meilleur ovni : Dada (Saint-Étienne)
- Meilleure taulière : Mélisande Malle à Selene (Granville)
- Meilleur bar d'auteur : Kissproof (Paris)

### Palmarès 2023
Le palmarès du Fooding 2023 est dévoilé le 14 novembre 2022.
- Meilleure table : Le Doyenné (Saint-Vrain)
- Fooding d'amour : Oiseau Oiseau (Préaux-du-Perche)
- Fooding d'amour : Jones (Paris)
- Meilleur country pub : The Presbytère (Heugueville-sur-Sienne)
- Meilleur esprit d'équipe : Restaurant l’Idéal (Marseille)
- Meilleur café de village : Jour de Fête (Valennes)
- Meilleure glutennerie : Maison Arlot Cheng (Nantes)
- Meilleur sophistroquet : Regain (Marseille)
- Meilleur frit style : Reyna (Paris)
- Meilleur bistrot : Bistrot des Tournelles (Paris)
- Meilleure buvette : Ritournelle (Dinard)
- Meilleur antidépresseur : Soces (Paris)
- Meilleure cave à manger : Chéri Bibi (Biarritz)
- Meilleur petit luxe : Le Bistrot de Cancale (Cancale)
- Meilleur lèche-doigts : Yegg (Perpignan)

### Palmarès 2022
Le palmarès du Fooding 2022 est dévoilé le 15 novembre 2021.
- Meilleure table et meilleure chambre de style : Auberge de la Roche (Valdeblore)
- Fooding d'amour : Auberge Sauvage (Servon)
- Meilleur bar à délices : Livingston (Marseille)
- Meilleur matin, midi et soir : Baston (Bordeaux)
- Meilleure pizza : Baston Pizza (Perpignan)
- Meilleur antidépresseur : Le Soleil (Savigny-lès-Beaune)
- Meilleure glace : Folderol (Paris)
- Fooding d'honneur : Matthieu Rostaing-Tayard pour Sillon (Biarritz) et Micro Sillon (Lyon)
- Meilleur bar d'auteur : Method (La Couarde-sur-Mer)
- Meilleur caviste : Nathan Ratapu pour Rerenga Wines (Paris)

### Palmarès 2021
Le palmarès 2021 du Fooding, qui fête alors ses vingt ans, est publié le 19 novembre 2020.
- Meilleure table : Christian Qui (Marseille) ; Bistrot Bao (Groix)
- Meilleur bistrot : Café des deux gares (Paris)
- Fooding d'amour : Comète (Saint-Lunaire) ; Rita, la Vierge à la mer (Saint-Jean-de-Luz)
- Meilleur cuisinier : Daniel Morgan à Robert (Paris)
- Meilleur chef résistant : Antonin Bonnet à La Boucherie Grégoire (Paris)
- Meilleur sandwich : Penny Lane (Paris)
- Meilleur bar d'auteur : Bambino (Paris)
- Meilleure chambre de style : Château de la Haute Borde (Rilly-sur-Loire)
- Grand Prix Fooding des 20 ans : Iñaki Aizpitarte ; Cyril Bordarier ; Yves Camdeborde ; Robert Compagnon ; Amélie Darvas ; Alexandre Gauthier ; Adeline Grattard ; Bertrand Grébaut ; Moko Hirayama ; Omar Koreitem ; Florent Ladeyn ; Tatiana Levha ; Harry Lester ; Grégory Marchand ; Katsuaki Okiyama ; Anthony Orjollet ; Céline Pham ; Pierre Touitou ; Jessica Yang ; Delphine Zampetti

### Palmarès 2020
Le palmarès 2020 du Fooding est dévoilé le 4 novembre 2019 et publié le 7 novembre,.
- Fooding d'amour : Claire & Hugo (Troyes), Le Maquis (Paris)
- Fooding d'honneur : Taku Sekine et Florent Ciccoli (Cheval d'Or à Paris), Florent Ladeyn (Bierbuik à Lille), Arnaud Laverdin (Sapnà à Lyon)
- Meilleur bar à délices : Shabour (Paris)
- Meilleur sophistroquet : Cuisine (Paris)
- Meilleur antidépresseur : Billili (Paris)
- Meilleure cave à manger : Åke (Paris), Bonne Aventure (Saint-Ouen)
- Meilleure pizza : Doppio (Goult)
- Meilleur régalade de l'année : Carøe (Biarritz)
- Meilleur burger : Dumbo (Paris)
- Meilleur lèche-doigts : Fritto (Sète)
- Meilleur bar d'auteur : The Cambridge Public House (Paris)
- Meilleure chambre de style : Villa Magnan (Biarritz)

### Palmarès 2019
Le palmarès 2019 est publié le 8 novembre 2018.
- Meilleures tables : Le Rigmarole (Paris), Äponem (Vailhan)
- Meilleurs sophistroquets : Maison Drouot (Maussane-les-Alpilles), Sauvage (Paris), La Mercerie (Marseille), Pure & V (Nice)
- Fooding d'amour : Le Cadoret (Paris), Café des Alpes (Châtillon-en-Diois), Le Garde Champêtre (Gyé-sur-Seine)
- Meilleur bar à délices : Déviant (Paris)
- Meilleur café du coin : Café du Coin (Paris)
- Meilleure bistrattoria : Racines (Paris)
- Fooding d'honneur : Katia et Tatiana Levha avec Le Servan (Paris), Double Dragon (Paris) et Panache (Paris)
- Meilleure maison de campagne : D'une île (Rémalard)
- Meilleur bar d'auteur : Cravan (Paris)

### Palmarès 2018
- Meilleure table : Éléments (Bidart)
- Meilleur bar à délices : Le Bar des Prés (Paris)
- Meilleure pizza : Da Graziella (Paris)
- Fooding d'amour : Le Comptoir à Manger (Strasbourg), Vivant 2 (Paris), Otonali (Saint-Malo)
- Meilleur sophistroquet : Eels (Paris), Ima (Rennes)
- Meilleur rade : Le Rocher de la Vierge (Toulouse)
- Meilleur sandwich grec : Yaya (Saint-Ouen)
- Meilleure paillote : Chez Lanchois (Sète)
- Meilleure chambre de syle : Les Roches Rouges (Saint-Raphaël)
- Meilleur décor : Les Grands Verres (Paris)
- Meilleur bar d'auteur : i(Paris)

### Palmarès 2017
Le palmarès 2017 du Fooding est publié le 10 novembre 2016.
- Fooding d'amour : Moko Hirayama et Omar Koreitem, Mokonuts (Paris), Julia Sammut L’Idéal (Marseille)
- Fooding d'honneur : Katsuaki Okiyama, Abri (Paris), Abri Soba (Paris)
- Meilleure ferme-auberge : Christian Aguerre et Antoine Chépy, Haraneko Borda (Itxassou)
- Meilleure saucisse-purée : Thomas Brachet et Tristan Renoux, Les Arlots (Paris)
- Meilleir bistrot de village : Chris Wright, L’Épicerie de Dienne (Dienne)
- Meilleur bistrot du port : Pascal Serres et Carole Peyrichou, La Nautique (Narbonne)
- Meilleur sophistroquet : Tabata et Ludovic Mey, Les Apothicaires (Lyon)
- Meilleur décor : Alexandre Giesbert, Julien Ross, Olivier Delannoy et Francesca Errico, Daroco (Paris)
- Meilleur bar d'auteur : Simon Chollet, Lucas Maraton et Thomas Nero, Symbiose (Bordeaux)
- Meilleure chambre de style : Olivier, Diane et Hugo Roellinger, La Ferme du Vent (Cancale)
- Meilleur chef : Giovanni Passerini Restaurant Passerini (Paris)
- Meilleur coming out : Christophe Saintagne, Papillon (Paris)